# Valeria Golinová
Valeria Golinová (* 22. října 1966 Neapol) je italsko-řecká herečka, známá rolemi ve filmu Rain Man, komediích Big Top Pee-wee a Žhavé výstřely, kde se objevila po boku Charlieho Sheena. Za své výkony obdržela ceny Davida di Donatella, Stříbrnou stuhu a ocenění Coppa Volpi.

## Životopis
Narodila se v Neapoli do rodiny germanisty a učitele a řecké matky, která byla malířka. Jedna z babiček měla egyptsko-francouzské předky. Vyrůstala v uměleckém prostředí, po rozvodu rodičů žila střídavě v Athénách a Neapoli. Je neteří Enza Golina, novináře časopisu L'Espresso, bratr je hudebník. Začínala jako athénská modelka. Po filmové zkušenosti, kdy ji objevila režisérka Lina Wertmullerová, opustila střední školu.
Je svobodná, jejími příteli postupně byli herci Benicio del Toro (1988–1992), Fabrizio Bentivoglio (1993–2001) a k roku 2010 žila s hercem Riccardem Scamarciem (ve vztahu od dubna 2006).

## Umělecká kariéra
Za italský snímek Příběh lásky obdržela v roce 1986 na Benátském filmovém festivalu Cenu pro nejlepší herečku. V roce 1988 začala pracovat v Hollywoodu, byla obsazena ve filmu Big Top Pee-wee, hrála postavu přítelkyně Toma Cruise v oscarovém Rain Manovi, a také se objevila ve dvou bláznivých komediích Žhavé výstřely a Žhavé výstřely 2.
Zahrála si v úspěšném francouzském thrilleru Válka policajtů, kritikou oceněném depresivním dramatu Leaving Las Vegas či v krimikomedii Ca$h. V roce 1996 také hrála ve videoklipu Bittersweet Me kapely R.E.M.

## Filmografie
- 2009 – Beaux gosses, Les
- 2009 – Giulia nechodí večer ven
- 2009 – Případ Cézanne
- 2008 – Ca$h
- 2008 – Caos calmo
- 2007 – Dívka u jezera
- 2007 – Herečky
- 2007 – Moje místo pod sluncem
- 2007 – Nech to být, Johnny!
- 2007 – Sole nero, Il
- 2006 – V této zemi
- 2005 – Olé!
- 2005 – Texas
- 2004 – Alive
- 2004 – San Antonio
- 2004 – Válka policajtů
- 2003 – Prendimi e portami via
- 2002 – Frida
- 2002 – Inverno, L'
- 2002 – Julius Caesar (TV film)
- 2002 – Respiro
- 2001 – Hotel
- 2000 – Controvento
- 2000 – Co vlastně ženy chtějí?
- 2000 – Exitus
- 2000 – Fratello minore, Il
- 2000 – Tama, To
- 1999 – Harem Suare'
- 1999 – Spanish Judges

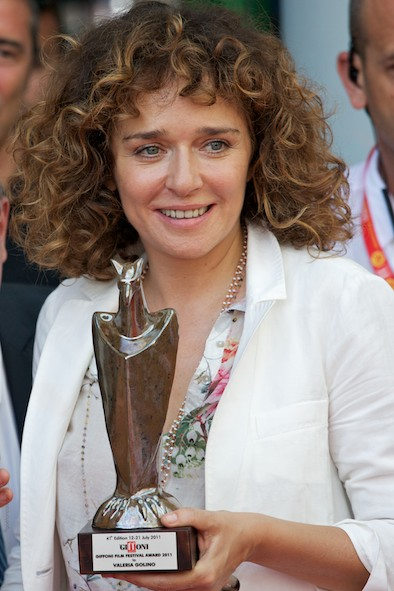
Valeria Golinová, Filmový festival Giffoni, 2011

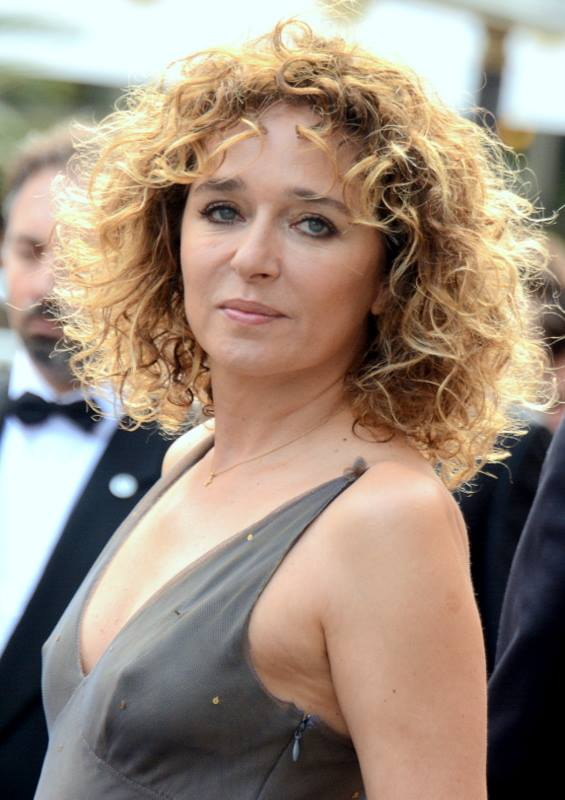
Valeria Golinová na Festivalu v Cannes 2015

- 1999 –  Vita che verrà, La (TV seriál)
- 1998 – Albero delle pere, L'
- 1998 – Alexandria Hotel
- 1998 – Side Streets
- 1997 – Acrobate, Le
- 1996 – Danza della fata confetto
- 1996 – Escoriandoli
- 1996 – Fratello minore, Il
- 1996 – Příležitostné peklo
- 1996 – Sfagi tou kokora, I
- 1996 – Útěk z L.A.
- 1995 – Čtyři pokoje
- 1995 – Leaving Las Vegas
- 1995 – Submission
- 1994 – Jako dva krokodýlové
- 1994 – Nehynoucí láska
- 1994 – Totální okno
- 1993 – Žhavé výstřely 2
- 1992 – Puerto escondido
- 1991 – Rok zbraní
- 1991 – Vyvrhel
- 1991 – Žhavé výstřely
- 1990 – Putain du roi, La
- 1990 – Tracce di vita amorosa
- 1989 – Acque di primavera
- 1989 – Torrents of Spring
- 1988 – Big Top Pee-wee
- 1988 – Rain Man
- 1988 – Strach a láska
- 1988 – Figlio mio infinitamente caro
- 1987 – Muž se zlatými brýlemi
- 1988 – Poslední léto v Tangeru
- 1986 – Detective School Dropouts
- 1986 – Příběh lásky
- 1985 – Piccoli fuochi
- 1984 – Slepý, který viděl
- 1984 – Sotto... sotto... strapazzato
da anomala passione
- 1983 – Scherzo del destino in agguato
 dietro l'angolo come un brigante da strada